# Đa Minh Nhi
Đa Minh Nhi hay Đa Minh Nguyễn Đức Nhi là một giáo dân theo đạo Công giáo, tử vì đạo dưới triều vua Tự Đức, được Giáo hội Công giáo Rôma phong Hiển Thánh vào năm 1988.
Ông sinh năm 1822 tại họ Ngọc Cục, phủ Xuân Trường, tỉnh Nam Định (nay thuộc giáo xứ Ngọc Tiên, xã Xuân Ngọc, huyện Xuân Trường, tỉnh Nam Định, thuộc Giáo phận Bùi Chu). Ông bị bắt ngày 14 tháng 9 năm 1861, bị roi đòn và bị giam giữ 4 ngày tại phủ Xuân Trường, theo lệnh Phân sáp bị đưa đi lưu đày và giam giữ ở làng Bạch Cốc, huyện Vụ Bản. Trong suốt 9 tháng bị giam cầm, ông bị hành hạ thân xác, cổ mang gông nặng, đêm phải cùm hai chân, ở má còn phải khắc hai chữ “tả đạo” nhưng ông vẫn ăn chay 3 ngày trong tuần, đọc kinh nguyện và Kinh Mân Côi. Ngày 15 tháng 6 năm 1862, quan án tỉnh Nam Định về thẩm vấn, cho đặt Thánh Giá giữa công đường, truyền lệnh gọi tên từng tù nhân Công giáo, đòi buộc họ phải đạp lên. Ông Nhi cương quyết không tuân hành vì cho rằng "làm như thế là xúc phạm đến Chúa và công khai chối bỏ đạo”. Ông bị xử trảm ngày 16 tháng 6 năm 1862 tại pháp trường Bạch Cốc. Thi thể được chôn tại pháp trường, sau thời bắt đạo, mới cải táng về họ đạo Ngọc Cục.